# Bledius fumatus
Bledius fumatus är en skalbaggsart som beskrevs av Leconte 1863. Bledius fumatus ingår i släktet Bledius och familjen kortvingar. Inga underarter finns listade i Catalogue of Life.